# Ariane Le Fort
Pour les articles homonymes, voir Le Fort.
Ariane Le Fort est une femme de lettres belge d'expression française, née à Mons le 18 juin 1960. Elle vit à Bruxelles.
Fille d'un pasteur protestant originaire de Genève et d'une institutrice verviétoise, Ariane Le Fort a effectué ses études secondaires à l'athénée royal de Rixensart. Après une année au Goshen College, établissement mennonite de l'Indiana, elle a obtenu en 1983 une licence en journalisme et communication à l'université libre de Bruxelles.
Elle a obtenu le prix Victor Rossel en 2003 pour son roman Beau-fils. Elle a fait partie du premier jury du Grand Concours de nouvelles de la Communauté française 2009.
Elle est en outre publiée dans les numéros un et trois de la revue littéraire en ligne Bon-à-tirer.

## Œuvres
- L’Eau froide efface les rêves, roman, Éditions Régine Desforges, 1989
- Comment font les autres ?, roman, Seuil, 1994
- Rassurez-vous, tout le monde a peur, roman, Seuil, 1999
- Beau-fils, roman, Seuil, 2003 (prix Rossel) (en poche : Espace Nord n°224, 2005,  (ISBN 9782804021092)
- On ne va pas se quitter comme ça ?, roman, Seuil, 2010
- Avec plaisir, François , roman, Seuil, 2013
- Partir avant la fin , roman, Seuil, 5 avril 2018
- Quand les gens dorment, roman, OnLit éditions, 30 mars 2022  (ISBN 978-2-87560-151-3)